# Безногое
Безногое — село в Доволенском районе Новосибирской области России. Входит в состав Комарьевского сельсовета.

## География
Площадь села — 44 гектара.

## Население
| 2002 | 2007 | 2010 |
| ---- | ---- | ---- |
| 117  | ↘80  | ↘45  |

## Инфраструктура
В селе по данным на 2007 год функционируют 1 учреждение здравоохранения, 1 образовательное учреждение.